# Харі Хадка
Харі Хадка (бенг. हरी खँड्का, нар. 26 листопада 1976, Катманду) — непальський футболіст, що грав на позиції нападника, зокрема за національну збірну Непалу.

## Клубна кар'єра
У дорослому футболі дебютував 1994 року виступами за команду «Раніпохарі Корнер», в якій провів два сезони, взявши участь у 85 матчах чемпіонату. Більшість часу, проведеного у складі «Раніпохарі Корнер», був основним гравцем атакувальної ланки команди.
Згодом до кінця 1990-х грав за індійський «Толлігандж Аграгамі», непальський «Непал Поліс», бангладешський «Муктіжоддха Сангсад» та мексиканський  «Атланте».
2000 року грав у Мексиці за «Препа Пумас», після чого повернувся до Індії, де захищав кольори «Махіндра Юнайтед» та «Мохун Баган».
Протягом 2003–2006 років знову грав за «Непал Поліс», а завершував кар'єру в мальтійському «Зейтун Корінтіанс» у 2006—2007 роках.

## Виступи за збірну
1995 року дебютував в офіційних матчах у складі національної збірної Непалу.
Загалом протягом кар'єри в національній команді, яка тривала 12 років, провів у її формі 41 матч, забивши 9 голів.